# ゲルダ・ティレン
ゲルダ・ティレン（Gerda Maria Tirén、旧姓 Rydberg、1858年1月11日 - 1928年10月9日）はスウェーデンの画家、イラストレータである。

## 略歴
ストックホルムに生まれた。父親は新聞記者で母方の曽祖父に肖像画家、彫刻家のヨナス・フォルスルンド(Jonas Forsslund :1754-1809)がいる。1875年からストックホルムの実業学校、スウェーデン王立美術院で学んだ。当時のスウェーデンの画家の多くは王立美術院に入学する前に、エドヴァルド・ペルセウスの私立学校で訓練を受けるのが普通で、ゲルダと結婚することになるユーハン・ティレン出会ったのはペルセウスの学校であったとされる。王立美術院で奨学金を得てフランスに留学し、ユーハンとパリで再会し、1884年1月に婚約し、11月に結婚した。夫妻はスウェーデンに帰国し、ユーハンの故郷のヴェステルノールランド県で暮らした。4人の子供のうちニルス（Nils Tirén:1885-1935)は動物画を得意とするイラストレータとなり、クリスティーナ（Kristina (Stina) Tirén:1886-1951）も画家となった。
ゲルダ・ティレンは人物画、静物画、風俗画を描き、多くの書籍、雑誌の挿絵も描いた。子供向けに出版されたシリーズのダニエル・デフォーの『ロビンソン・クルーソー』の挿絵を描いたことで知られる。フリッツ・ロイターの著作の挿絵やクリスマスカード、イースターカードを描いた。

## 作品

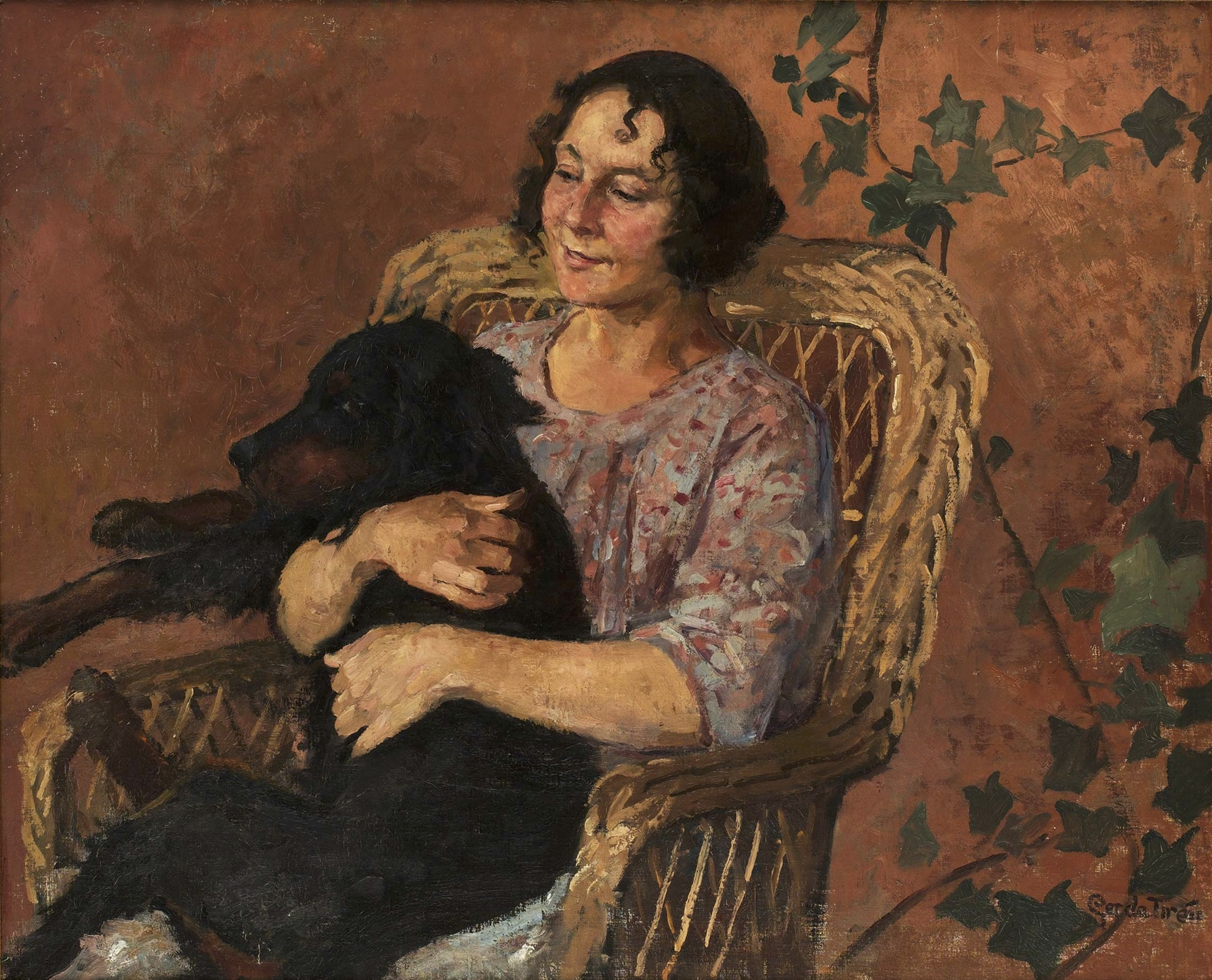
Karin och Tippo
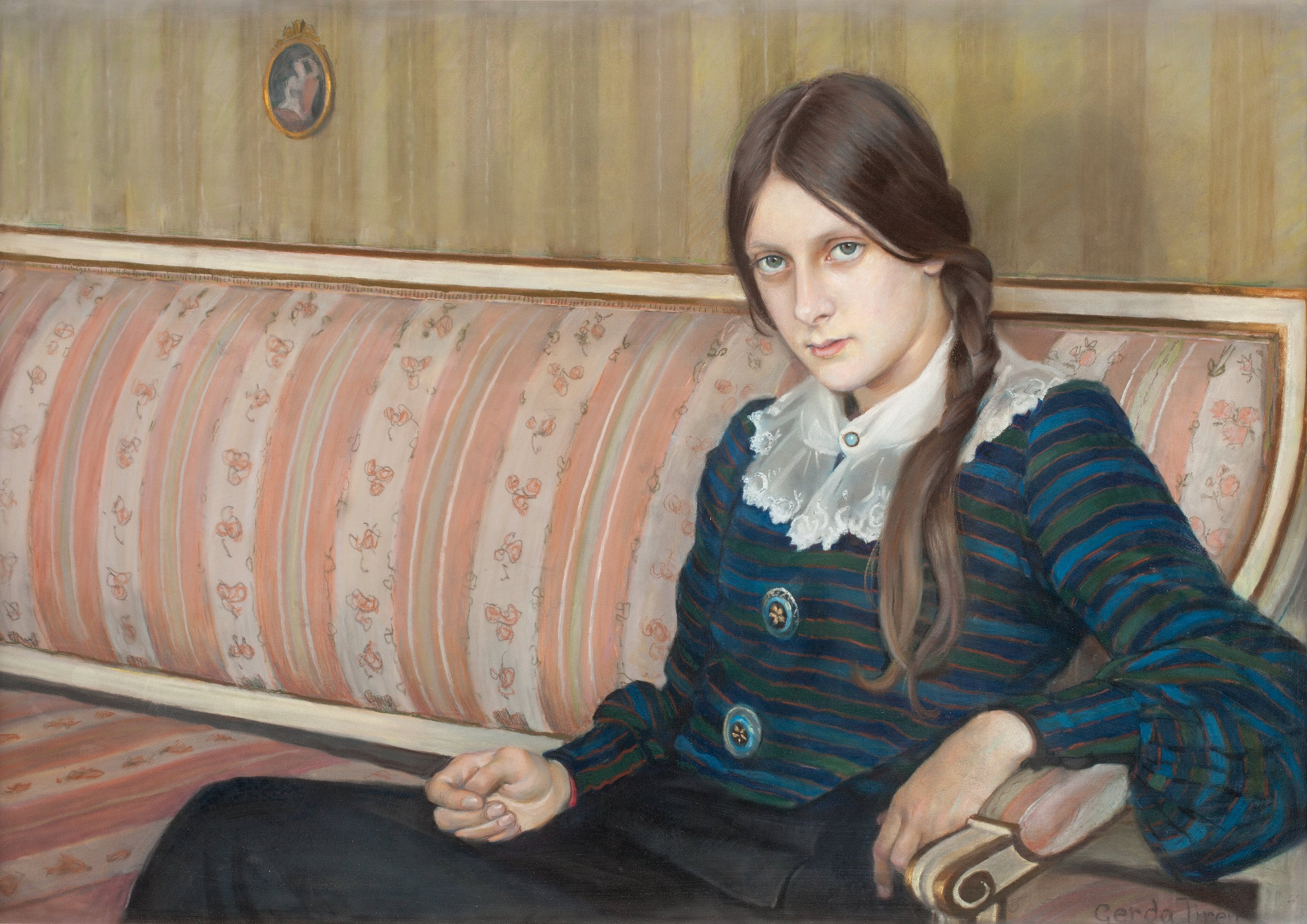
グスタヴィアン様式のソファーで
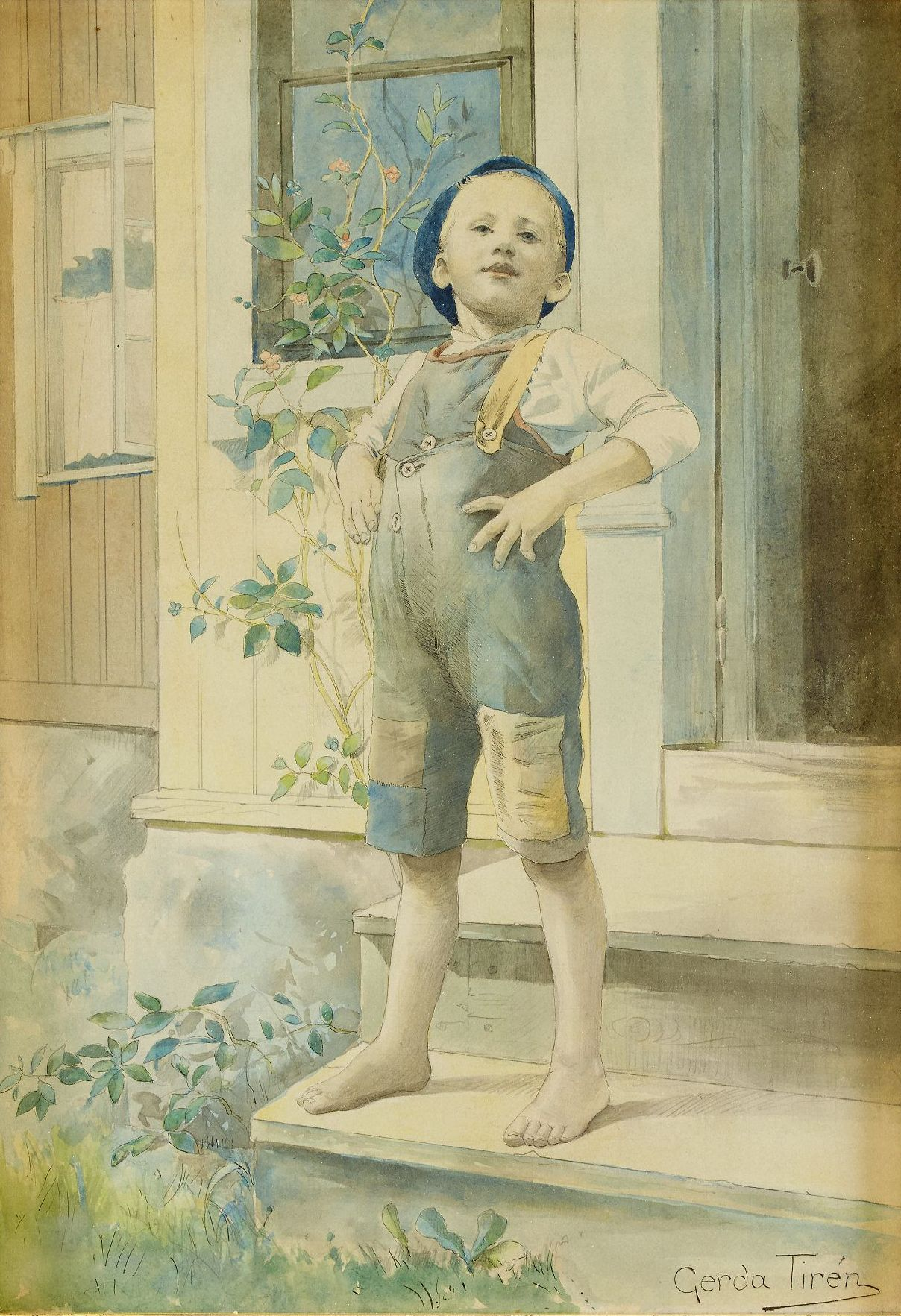
雑誌の挿絵
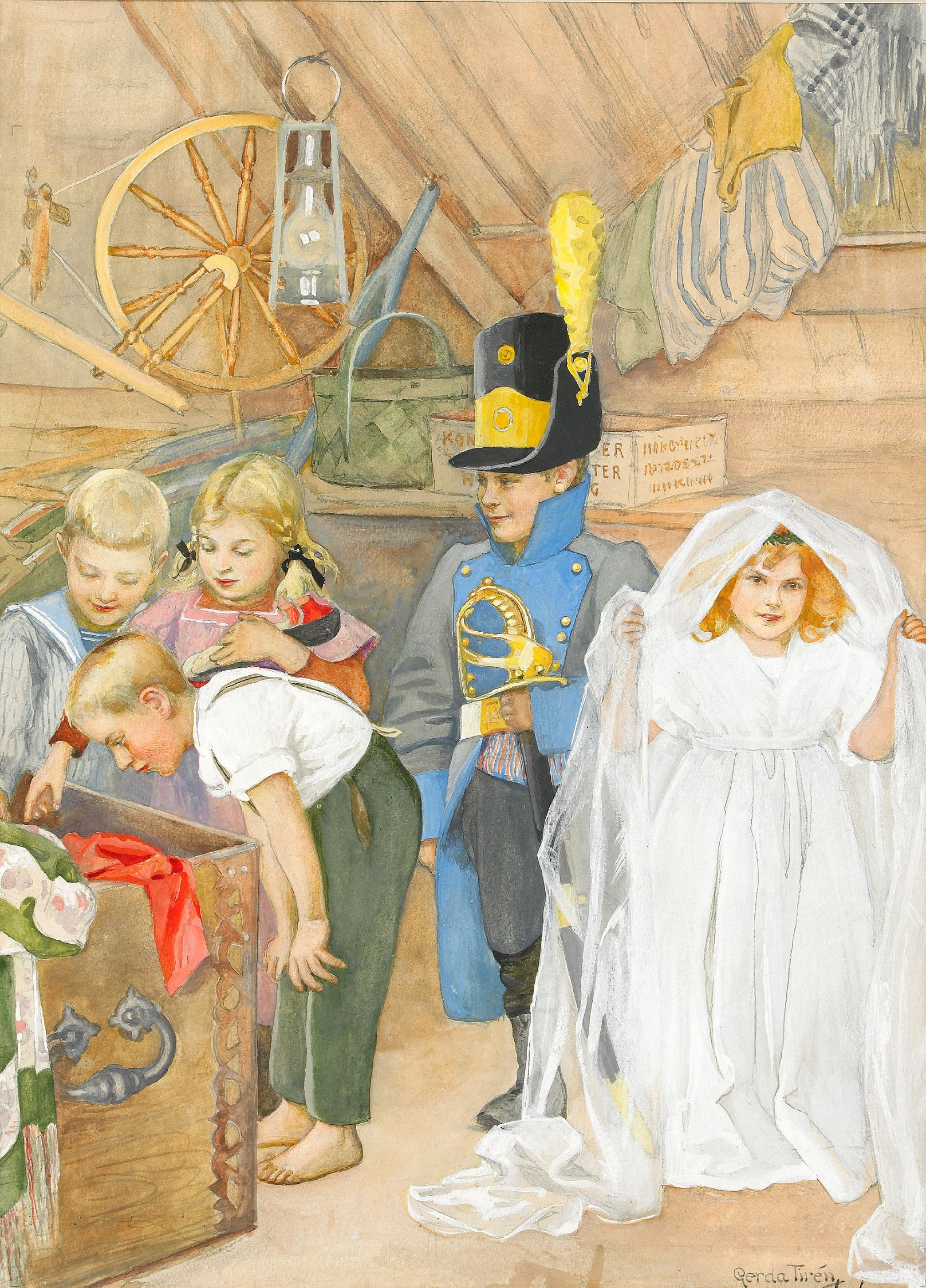
結婚パーティー